# Mercury Montego (1972–1976)

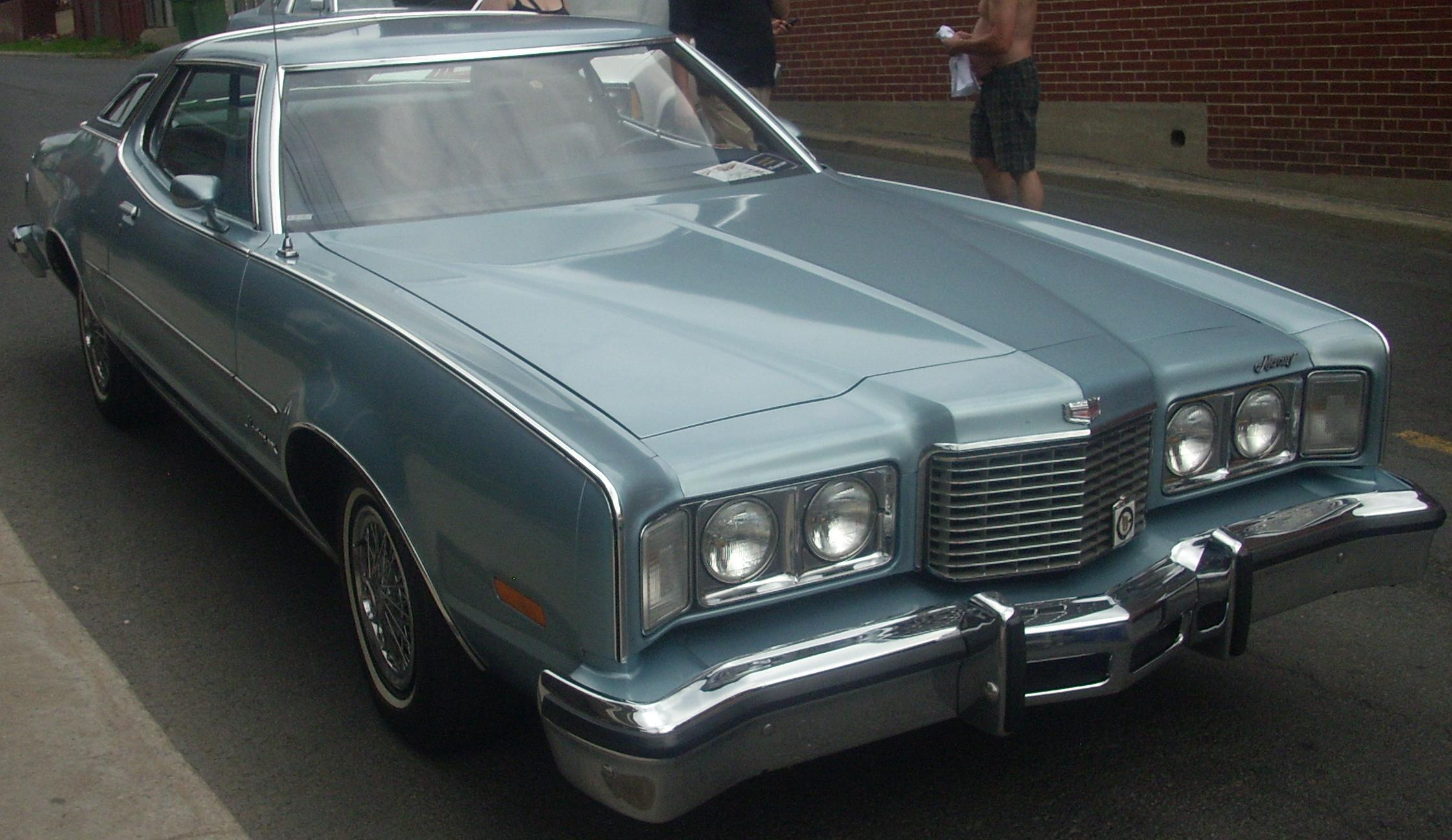
Mercury Montego Coupé (1975)

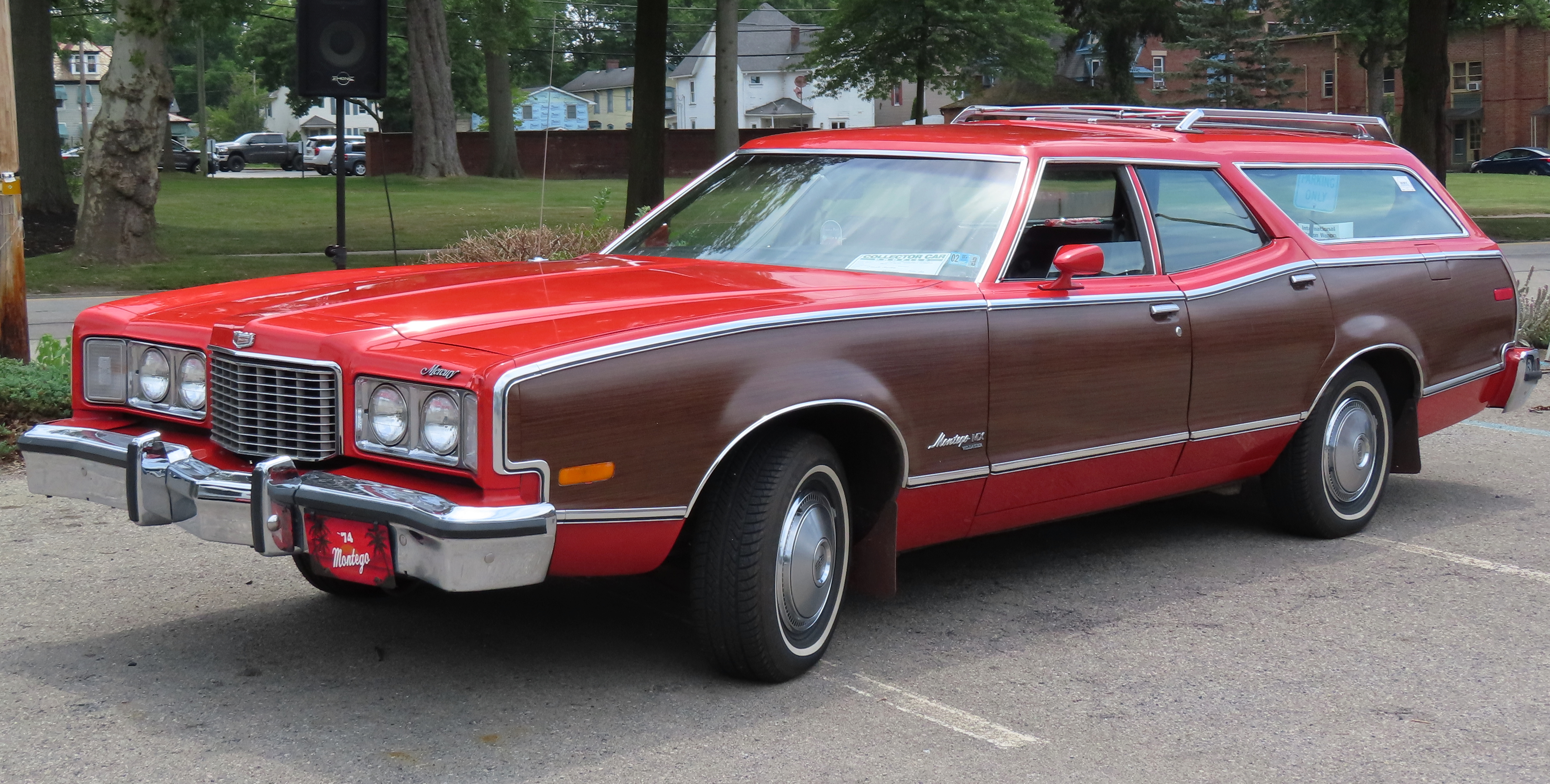
Die seltenste Karosserieversion: Mercury Montego MX Villager Kombi (1974)

Der Mercury Montego der Baujahre 1972 bis 1976 war ein Fahrzeug der oberen Mittelklasse des amerikanischen Automobilherstellers Ford, der unter der Marke Mercury vertrieben wurde. Es war die zweite und für die folgenden 28 Jahre letzte Baureihe, die diese Modellbezeichnung trug. Der Montego war mit dem zeitgenössischen Ford Torino in technischer Hinsicht eng verwandt, hatte aber eine eigenständige Karosserie.

## Hintergrund
Der Mercury Montego entwickelte sich parallel zum Ford Torino. So wie der Torino 1968 als höherwertige Version des Ford Fairlane eingeführt worden war, stellte der Montego zunächst eine exklusive Ausführung des Fairlane-Pendants Mercury Comet dar. Zu Beginn des Modelljahrs 1970 entfiel bei Ford die Modellbezeichnung Fairlane und bei Mercury der Name Comet, sodass die Mittelklassemodelle nun einheitlich Ford Torino bzw. Mercury Montego hießen.
Der Mercury Montego der Baujahre 1970 und 1971 hatte eine selbsttragende Karosserie. Das Auto hatte anders als sein Ford-Pendant einen deutlich hervortretenden Kühlergrill im Stil einer Knudsen-Nase, und wahlweise waren verdeckte Scheinwerfer bestellbar. Das besonders sportliche Fließheckcoupé als Mercury Cyclone war das Gegenstück zum Ford Torino Cobra.

## Technik und Karosserie in den Baujahren 1972 bis 1976
Für das Modelljahr 1972 entwickelte Ford eine neue Baureihe des Torino und leitete davon eine Mercury-Version ab, die wiederum die Bezeichnung Montego erhielt.
Der Montego war technisch identisch mit dem Ford Torino der Baujahre 1972 bis 1976. Er beruhte nun auf einem separaten Kastenrahmen, auf den die Karosserie aufgesetzt war. Der Montego war als Coupé, als viertürige Limousine und als Kombi erhältlich. Die Ausstattungsversionen hießen Montego (Basis), Montego MX und Montego MX Brougham. Die sportliche Cyclone-Version wurde ab 1972 nicht mehr produziert, an ihre Stelle trat der Montego GT.
Als Antrieb dienten wie im Fall des Torino große Sechszylinder-Reihen- und Achtzylinder-V-Motoren mit Hubräumen von 4,1 und 7,5 Litern. Der Sechszylindermotor entfiel zum Modelljahr 1974, der kleinste Achtzylinder ein Jahr später.
Die Karosserie des Montego folgte in ihren Grundzügen der des Torino; auch bei Mercury wählten die Designer ein Layout mit langer Motorhaube und kurzem Kofferraum. Die Amerikaner nennen diesen Stil "long hood, short deck". Die Verglasung war mit dem Torino identisch, die Blechteile des Montego waren im Bereich der Kotflügel allerdings glatter gestaltet. Dem Montego fehlten insbesondere die auffälligen Sicken im Bereich der hinteren Kotflügel. Allgemein wurde das Design des Montego im Vergleich zum Torino als attraktiver empfunden.
Wie die Torinos, waren auch die Mercury Montegos der Baujahre 1972 bis 1976 große und schwere Autos, deren Leergewicht je nach dem verwendeten Motor und der Sonderausstattung 2,3 Tonnen erreichen konnte und deren Benzinverbrauch bis zu 30 Liter auf 100 Kilometer betrug. Kritiker bemängelten ein schwammiges Fahrverhalten aufgrund der zu weich abgestimmten Federung und eine schlechte Raumökonomie.

### Motoren
- 4,1-Liter-Sechszylinder-Reihenmotor: 4097 cm³ (250 in³), 92–95 PS (68–70 kW)
- 4,9-Liter-Sechszylinder-Reihenmotor: 4949 cm³ (302 in³), 137–140 PS (101–103 kW)
- 5,8-Liter-Achtzylinder-V-Motor: 5752 cm³ (351 in³), 148–153 PS (109–113 kW)
- 6,6-Liter-Achtzylinder-V-Motor: 6555 cm³ (400 in³), 180 PS (132 kW)
- 7,5-Liter-Achtzylinder-V-Motor: 7538 cm³ (460 in³), 202 PS (148,5 kW)

## Produktion
Der Mercury Montego war in jedem Modelljahr einige Hundert Dollar teurer als sein Ford-Pendant. Er verkaufte sich wesentlich schlechter als der Torino. Während vom Torino in den Jahren 1972 bis 1976 über 1,6 Millionen Fahrzeuge hergestellt wurden, entstanden vom Montego im gleichen Zeitraum nur etwa 500.000 Fahrzeuge.
Wie beim Torino, brach der Absatz des Montego nach der ersten Ölkrise 1974 spürbar ein. Die Käufer bevorzugten in der zweiten Hälfte der 1970er-Jahre den Mercury Monarch, der kleiner und ökonomischer war, im Innenraum aber bessere Platzverhältnisse bot als der Montego.
| Produktionszahlen Mercury Montego | Produktionszahlen Mercury Montego | Produktionszahlen Mercury Montego | Produktionszahlen Mercury Montego | Produktionszahlen Mercury Montego |
| Modelljahr                        | Coupé zweitürig                   | Sedan viertürig                   | Wagon fünftürig                   | Gesamt                            |
| --------------------------------- | --------------------------------- | --------------------------------- | --------------------------------- | --------------------------------- |
| 1972                              | 70.002                            | 49.585                            | 15.505                            | 139.092                           |
| 1973                              | 80.309                            | 57.088                            | 19.408                            | 156.805                           |
| 1974                              | 49.113                            | 38.587                            | 10.319                            | 98.019                            |
| 1975                              | 26.508                            | 24.683                            | 10.626                            | 61.453                            |
| 1976                              | 18.585                            | 17.709                            | 11.424                            | 47.718                            |
| Gesamt                            | 244.517                           | 187.652                           | 66.918                            | 499.087                           |

## Ableitungen

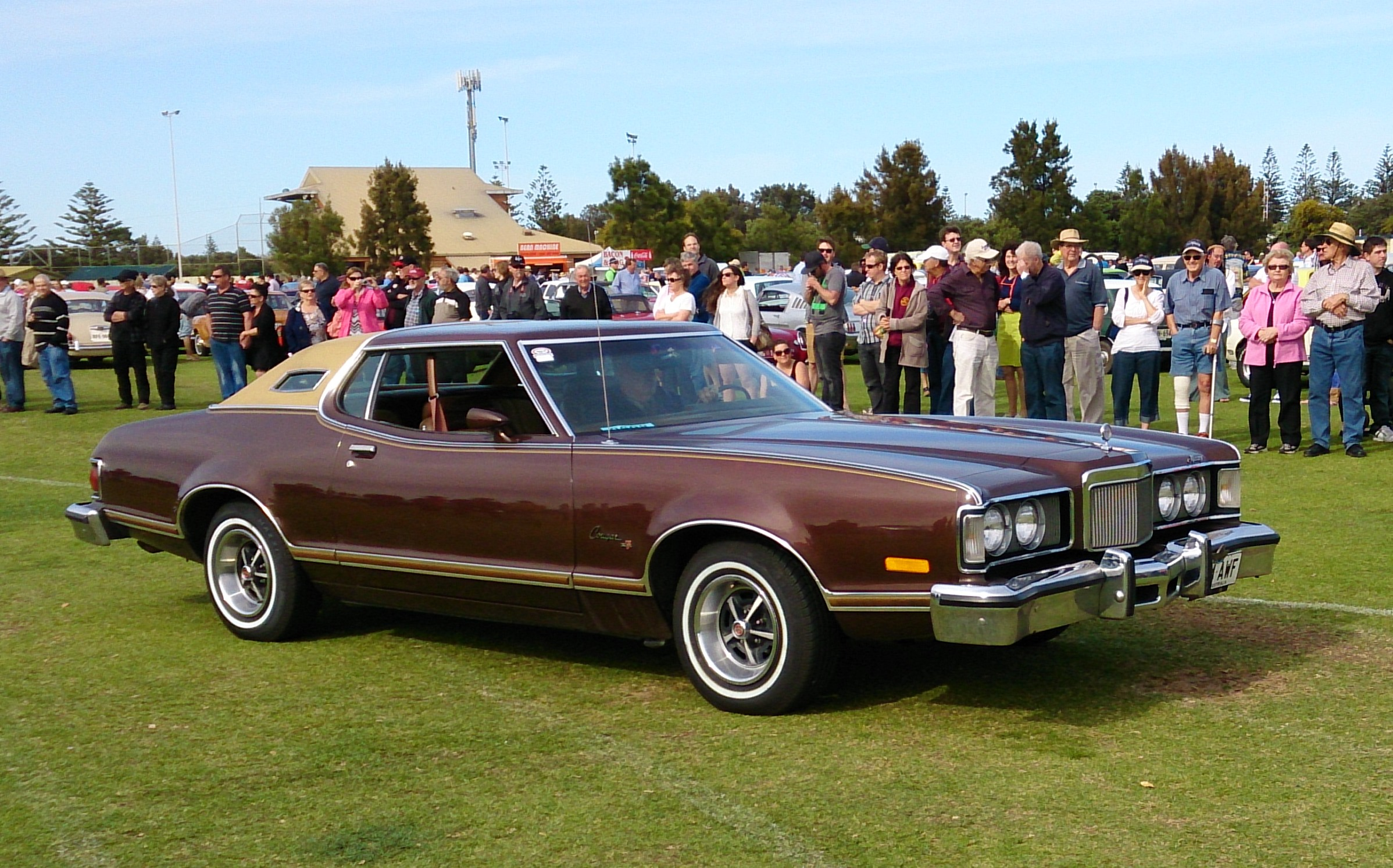
Luxusversion des Montego Coupé: Der Mercury Cougar (1974)

Eine luxuriöse Version des Montego Coupé mit veränderter Frontpartie wurde von 1974 bis 1976 unter der Bezeichnung Mercury Cougar verkauft. Während der Cougar bis 1972 eine Ableitung des Ford Mustang gewesen war, stellte er in der 1974 präsentierten Form ein betont komfortables Personal Luxury Coupé dar, das als Alternative zum größeren Ford Thunderbird gedacht war. Vom Cougar wurde 1974 der Ford Elite abgeleitet.

## Nachfolger
Der Nachfolger des Montego erhielt die Bezeichnung Mercury Cougar. Er wurde im Sommer 1976 vorgestellt. Das Auto übernahm den Kastenrahmen sowie die gesamte Antriebstechnik des Montego, erhielt aber eine aktualisierte, eckig gestaltete Karosserie, die wiederum als Coupé, als Limousine und als Kombi verfügbar war.